# 26 Leonis
26 Leonis är en gul stjärna i stjärnbilden Lejonet.
26 Leonis har visuell magnitud +7,45 och kräver fältkikare för att kunna observeras. Den befinner sig på ett avstånd av ungefär 290 ljusår.